# Joe Temperley

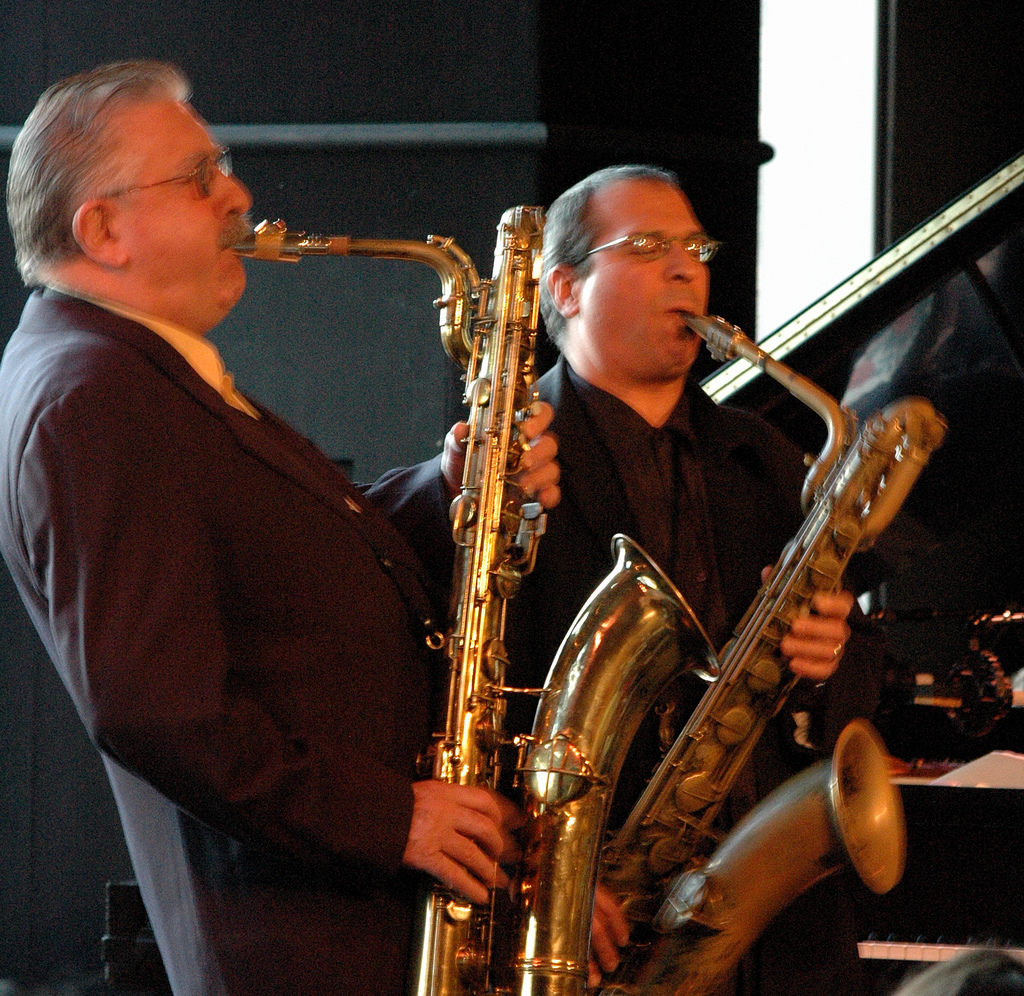
Joe Temperley en Gary Smulyan in 2005

Joe Temperley (Lochgelly, 20 september 1929 – New York, 11 mei 2016)  was een Schotse jazz-saxofonist (vooral baritonsaxofoon) en klarinettist.

## Biografie
Temperley speelde in verschillende Engelse bands, zoals van Jack Parnell en Tony Crombie, maar werd meer bekend door zijn werk in de band van Humphrey Lyttleton in de periode 1958-1965. In 1965 ging hij naar New York, waar hij speelde en/of opnam met onder meer Woody Herman, Buddy Rich, Joe Henderson, Duke Pearson, het Jazz Composer's Orchestra, het Thad Jones-Mel Lewis Orchestra en Clark Terry. In oktober 1974 verving hij, na het overlijden van Duke Ellington, Harry Carney in het Duke Ellington Orchestra, nu geleid door Mercer Ellington. In de jaren tachtig werkte hij in de Broadway-show Sophisticated Ladies. Ook speelde hij mee op verschillende filmsoundtracks, bijvoorbeeld van The Cotton Club en When Harry Met Sally... Hij is medeoprichter van het jeugdorkest Fife Youth Jazz Orchestra.
Temperley heeft verschillende platen als leider gemaakt, waaronder Double Duke uit 1999, een album waarop hij begeleid wordt door verschillende leden van het Jazz at Lincoln Center Orchestra. Temperley was lid van dat orkest. Verder was hij verbonden aan de faculteit van de Juilliard School for Jazz Studies.

## Discografie (selectie)
- Nightingale, Hep Records, 1991
- Concerto for Joe, Hep Records, 1994
- Sunbeam and Thundercloud (met pianist Dave McKenna), 1996
- With Every Breath, Hep Records, 1998
- Double Duke, Naxos, 1999
- Easy to Remember, Hep Records, 2001
- Cocktails for Two (met tenorsaxofonist Harry Allen, live), Sackville Records, 2007